# Kääpa jõgi
Kääpa jõgi är ett vattendrag i östra Estland. Den är 50 km lång och är ett sydligt högerbiflöde till Kullavere jõgi som mynnar i sjön Peipus. Källan ligger i våtmarken Keressaare raba i landskapet Tartumaa. Den såväl tillför som avvattnas sjöarna Kaiu järv och Jõemõisa järv som ligger i landskapet Jõgevamaa.   